# Гарвік (Пенсільванія)
Гарвік (англ. Harwick) — переписна місцевість (CDP) в США, в окрузі Аллегені штату Пенсільванія. Населення — 850 осіб (2020).

## Географія
Гарвік розташований за координатами 40°33′22″ пн. ш. 79°48′19″ зх. д. / 40.55611° пн. ш. 79.80528° зх. д. (40.556227, -79.805381).  За даними Бюро перепису населення США в 2010 році переписна місцевість мала площу 1,14 км², уся площа — суходіл.

## Демографія
Згідно з переписом 2010 року, у переписній місцевості мешкало 899 осіб у 473 домогосподарствах у складі 243 родин. Густота населення становила 785 осіб/км².  Було 497 помешкань (434/км²).
Расовий склад населення:
| - 99,4 % — білих - 0,2 % — корінних американців - 0,2 % — чорних або афроамериканців - 0,1 % — азіатів |

До двох чи більше рас належало 0,0 %. Частка іспаномовних становила 0,8 % від усіх жителів.
За віковим діапазоном населення розподілялося таким чином: 12,8 % — особи молодші 18 років, 60,4 % — особи у віці 18—64 років, 26,8 % — особи у віці 65 років та старші. Медіана віку мешканця становила 50,6 року. На 100 осіб жіночої статі у переписній місцевості припадало 84,2 чоловіків;  на 100 жінок у віці від 18 років та старших — 81,5 чоловіків також старших 18 років.
Середній дохід на одне домашнє господарство  становив 50 131 долар США (медіана — 41 406), а середній дохід на одну сім'ю — 64 168 доларів (медіана — 52 143). Медіана доходів становила 48 333 долари для чоловіків та 27 264 долари для жінок. За межею бідності перебувало 15,9 % осіб, у тому числі 20,4 % дітей у віці до 18 років та 9,6 % осіб у віці 65 років та старших.
Цивільне працевлаштоване населення становило 418 осіб. Основні галузі зайнятості: освіта, охорона здоров'я та соціальна допомога — 23,7 %, мистецтво, розваги та відпочинок — 16,3 %, роздрібна торгівля — 14,8 %.